# Conotrachelus fissunguis
Conotrachelus fissunguis – gatunek chrząszcza z rodziny ryjkowcowatych.

## Zasięg występowania
Występuje we wsch. części USA od Nowego Jorku i Illinois na płn. po Karolinę Południową i Teksas na płd.

## Budowa ciała
Osiąga 4,2 - 5,4 mm długości.

## Biologia i ekologia
Aktywny głównie w lipcu i sierpniu. Znajdowany zazwyczaj w kwiatach gatunków z rodzaju ketmia.